# Craugastor anciano
Craugastor anciano is een kikker uit de familie Craugastoridae. De soort werd voor het eerst wetenschappelijk beschreven door Jay Mathers Savage, James Randall McCranie en Larry David Wilson in 1988. Oorspronkelijk werd de wetenschappelijke naam Eleutherodactylus anciano gebruikt.
De soort is endemisch in Honduras.
Craugastor anciano is een uiterst zeldzame soort die nu uitgestorven zou kunnen zijn. De reden hiervan is mogelijk Chytridiomycosis (een besmettelijk ziekte door de gistachtige schimmel Batrachochytrium dendrobatidis), maar ook het verlies van de soort zijn habitat zou een mogelijke redenen kunnen zijn.